# Idaea nigrosticta
Idaea nigrosticta là một loài bướm đêm trong họ Geometridae.